# Bruno Magli
La Bruno Magli è stata un'azienda italiana produttrice di calzature, attiva dal 1947 al 2015 quando è stata sottoposta a procedura di concordato fallimentare, conclusa con l'acquisto del marchio da parte del fondo statunitense Marquee Brands.

## Storia
Bruno Magli, con i suoi fratelli Marino e Maria, ha avviato la produzione di scarpe da donna in una piccola cantina a Bologna, nel 1936. Nel 1947, ha avviato la prima fabbrica, che produceva anche scarpe da uomo. L'impianto attuale è stato costruito nel 1969.
Il primo negozio Bruno Magli per la vendita al dettaglio è nato a Bologna negli anni cinquanta. Nel 1980, la società Magli ha sviluppato una rete di vendita in franchising che ha portato, in circa vent'anni, a più di 40 negozi "franchising", sparsi in Europa, America, Australia, Giappone, Cina e altri Paesi asiatici.
Nel 1989 i tre cugini Magli (da una parte Mauro Marabini e Morris Magli, dall'altro Sandro Magli) hanno cominciato a contendersi a colpi di carta bollata il controllo del gruppo. In seguito Morris Magli ha rilevato la quota in mano al cugino Marabini arrivando al 66% del capitale, successivamente la società, che nel 2010 fatturava 45 milioni di euro, è passata prima (nel 2001) nelle mani del fondo Opera, poi (nel 2007) agli inglesi di Fortelus Capital, infine a De Vinci Invest nel 2013. Finendo in amministrazione controllata.
Dal 2015 Bruno Magli è controllata dal fondo di investimento Marquee Brands, braccio operativo del fondo Neuberger Berman, che l'ha salvata dal fallimento rilevandola per 28,5 milioni di euro. La base d'asta era a 22,5 milioni, considerata sufficiente per coprire il debito.
Nel 2017 la licenza di produzione per le scarpe da uomo e donna con il marchio Bruno Magli è stata conferita dalla proprietà americana all'azienda marchigiana Aldo Brué.

## Curiosità

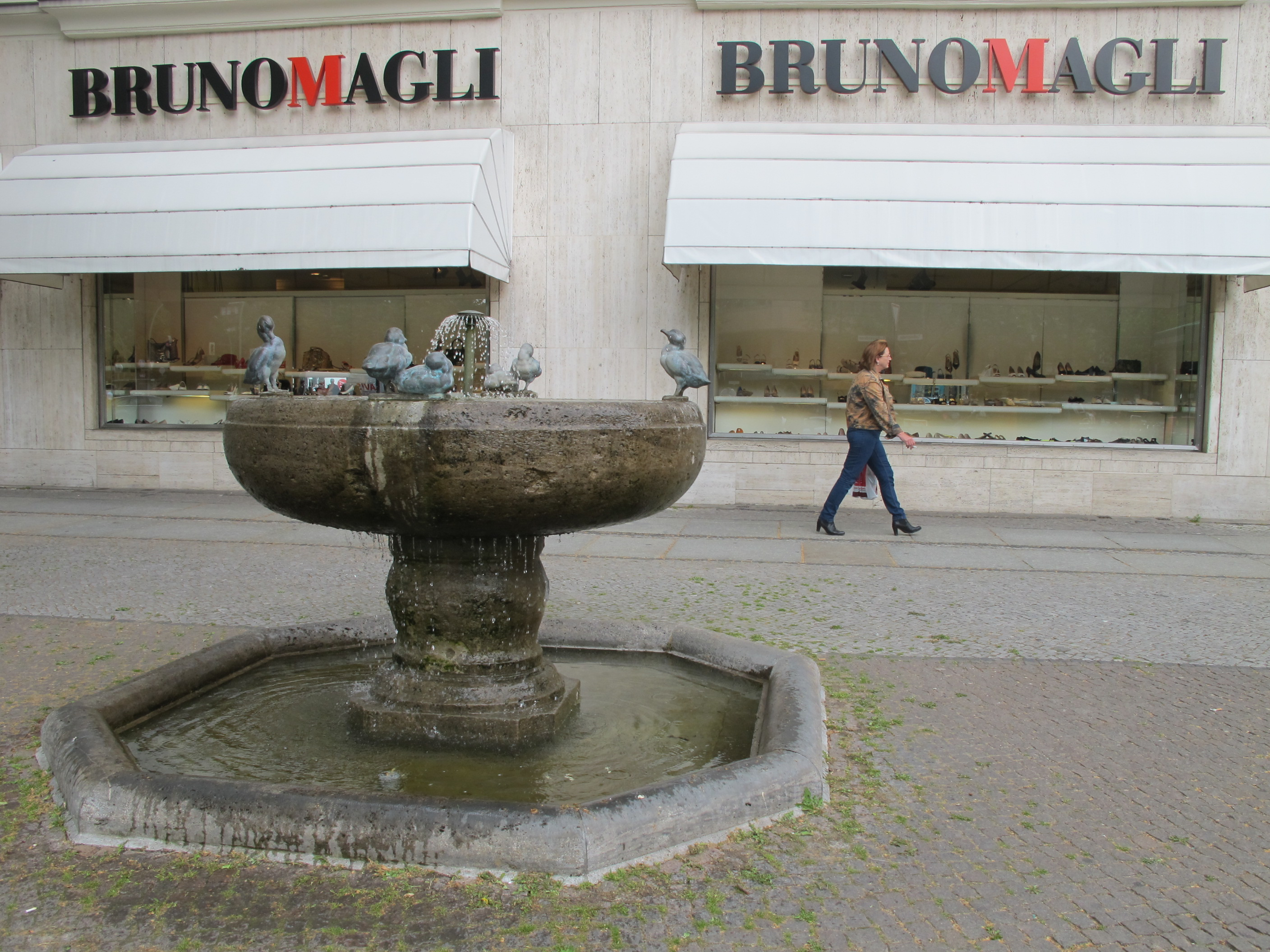
Fontana dei Cignetti a Berlino davanti al negozio Bruno Magli a Kurfürstendamm

Le calzature Bruno Magli sono state sotto i riflettori durante il processo a O.J. Simpson. Il 19 giugno 1995, l'esperto dell'FBI William Bodziak ha dichiarato che le impronte di sangue ritrovate sul luogo del duplice omicidio di Nicole Brown Simpson e Ronald Goldman erano state lasciate da un paio di scarpe "Bruno Magli" taglia 45 del costo di 230 dollari, modello "Lorenzo". Simpson ha negato di aver mai posseduto queste scarpe. Ai giudici sono state mostrate delle foto scattate durante una partita di calcio nel settembre 1993, in cui Simpson indossa un paio di scarpe identificate da Bodziak come le "Lorenzo" di Bruno Magli, taglia 45. Le scarpe effettivamente usate nel corso del crimine non sono mai state reperite.
Il marchio è stato menzionato ne I Soprano, nell'episodio intitolato Pine Barrens, ed anche nella sit-com statunitense Frasier, nell'episodio intitolato Il mio caffè con Niles